# Supercoupe de Tunisie de football 2020-2021
La Supercoupe de Tunisie de football 2020-2021 est la 17e édition de la compétition, un match de football disputé par les vainqueurs du championnat de Tunisie et de la coupe de Tunisie 2020-2021.
Le match se joue le 25 septembre 2021 au stade olympique de Radès entre l'Espérance sportive de Tunis, vainqueur du championnat, et le Club sportif sfaxien, vainqueur de la coupe.
Il est dirigé par l'arbitre international Amir Loucif et retransmis en direct sur la Télévision tunisienne 1 et Al-Kass Sports Channel.

## Participants
| Équipe   | Qualification                      | Apparitions (en gras, l'équipe gagnante)                           |
| -------- | ---------------------------------- | ------------------------------------------------------------------ |
| ES Tunis | Vainqueur du championnat 2020-2021 | 9 (1960, 1970, 1979, 1985, 1986, 1993, 2001, 2017-2018, 2018-2019) |
| CS Sfax  | Vainqueur de la coupe 2020-2021    | 2 (1995, 2018-2019)                                                |

## Match
| 25 septembre 2021 | Espérance sportive de Tunis | 1-0   | Club sportif sfaxien | Stade olympique de Radès, Radès | |
| 17:30             | Anayo Iwuala 57e            | (0-0) |                      | Spectateurs : 0 (huis clos) Diffuseur : Télévision tunisienne 1 Al-Kass Sports Channel Arbitrage : Amir Loucif Arbitres assistants : Khalil Hassani Youssef Jemo | Spectateurs : 0 (huis clos) Diffuseur : Télévision tunisienne 1 Al-Kass Sports Channel Arbitrage : Amir Loucif Arbitres assistants : Khalil Hassani Youssef Jemo |
| 17:30             | Rapport                     |       |                      | Spectateurs : 0 (huis clos) Diffuseur : Télévision tunisienne 1 Al-Kass Sports Channel Arbitrage : Amir Loucif Arbitres assistants : Khalil Hassani Youssef Jemo | Spectateurs : 0 (huis clos) Diffuseur : Télévision tunisienne 1 Al-Kass Sports Channel Arbitrage : Amir Loucif Arbitres assistants : Khalil Hassani Youssef Jemo |

|  |  |

| Titulaires :    |    |                          |     |       |
| GK              | 1  | Moez Ben Cherifia        |     |       |
| DF              | 12 | Khalil Chemmam           |     |       |
| DF              | 30 | Abdelkader Bedrane       |     |       |
| DF              | 20 | Mohamed Amine Ben Hmida  | 66e |       |
| DF              | 34 | Bilel Chabbar            |     | 90+2e |
| FW              | 26 | Montassar Triki          | 38e | 83e   |
| MF              | 3  | Rached Arfaoui           |     | 75e   |
| MF              | 25 | Ghailene Chaalali        |     |       |
| DF              | 5  | Mohamed Ali Ben Romdhane |     |       |
| FW              | 17 | Anayo Iwuala             |     | 83e   |
| FW              | 27 | Percious Boah (en)       |     | 46e   |
| Remplaçants :   |    |                          |     |       |
| FW              | 13 | Nassim Ben Khalifa       |     | 46e   |
| MF              | 28 | Mohamed Amine Meskini    |     | 75e   |
| MF              | 35 | Cedrik Gbo               |     | 83e   |
| MF              | 24 | Fedi Ben Choug           |     | 83e   |
| DF              | 6  | Mohamed Ali Yaakoubi     |     | 90+2e |
| GK              | 16 | Farouk Ben Mustapha      |     |       |
| FW              | 10 | Hamdou Elhouni           |     |       |
| DF              | 23 | Ilyes Chetti             |     |       |
| FW              | 33 | Farouk Mimouni           |     |       |
| Sélectionneur : |    |                          |     |       |
| Radhi Jaïdi     |    |                          |     |       |

| Titulaires :          |    |                      |     |     |
| GK                    | 1  | Mohamed Hedi Gaaloul |     |     |
| DF                    | 21 | Houssem Dagdoug      |     |     |
| DF                    | 28 | Mohamed Hamrouni     |     |     |
| MF                    | 23 | Chedi Hammemi        |     |     |
| MF                    | 9  | Hussein Ali Al-Saedi |     |     |
| FW                    | 7  | Mohammed Soulah      |     | 77e |
| DF                    | 5  | Ghaith Maaroufi      |     | 71e |
| DF                    | 18 | Alaa Ghram           | 30e | 87e |
| MF                    | 13 | Abdallah Amri        |     | 77e |
| FW                    | 11 | Hazem Haj Hassen     |     | 71e |
| FW                    | 22 | Firas Chaouat        |     |     |
| Remplaçants :         |    |                      |     |     |
| MF                    | 15 | Jassem Hamdouni      |     | 71e |
| DF                    | 4  | Nour Zamen Zammouri  |     | 71e |
| FW                    | 33 | Hichem Nekkache      |     | 77e |
| FW                    | 29 | Achref Habbassi      |     | 77e |
| MF                    | 20 | Malik Raiah          |     | 87e |
| GK                    | 30 | Aymen Dahmen         |     |     |
| DF                    | —  | Abderrahman Toure    |     |     |
| DF                    | 3  | Mohamed Nasraoui     |     |     |
| MF                    | 14 | Fares Neji           |     |     |
| Sélectionneur :       |    |                      |     |     |
| Giovanni Solinas (en) |    |                      |     |     |

## Statistiques
| Première mi-temps   | Première mi-temps | Première mi-temps |
|                     | EST               | CSS               |
| ------------------- | ----------------- | ----------------- |
| Buts marqués        | 0                 | 0                 |
| Total des tirs      | 4                 | 4                 |
| Tirs cadrés         | 0                 | 0                 |
| Possession de balle | 42 %              | 58 %              |
| Corners             | 1                 | 1                 |
| Cartons jaunes      | 2                 | 1                 |
| Cartons rouges      | 0                 | 0                 |

| Seconde mi-temps    | Seconde mi-temps | Seconde mi-temps |
|                     | EST              | CSS              |
| ------------------- | ---------------- | ---------------- |
| Buts marqués        | 1                | 0                |
| Total des tirs      | 2                | 3                |
| Tirs cadrés         | 1                | 1                |
| Possession de balle | 44 %             | 56 %             |
| Corners             | 2                | 3                |
| Cartons jaunes      | 1                | 0                |
| Cartons rouges      | 0                | 0                |

| Match complet       | Match complet | Match complet |
|                     | EST           | CSS           |
| ------------------- | ------------- | ------------- |
| Buts marqués        | 1             | 0             |
| Total des tirs      | 6             | 7             |
| Tirs cadrés         | 1             | 1             |
| Possession de balle | 43 %          | 57 %          |
| Corners             | 3             | 4             |
| Cartons jaunes      | 3             | 1             |
| Cartons rouges      | 0             | 0             |